# Sigurd (Utah)
Pour les articles homonymes, voir Sigurd.
Sigurd est une municipalité américaine située dans le comté de Sevier en Utah.
Lors du recensement de 2010, sa population est de 429 habitants. La municipalité s'étend sur 0,98 mille carré (2,54 km2).
La localité est fondée en 1874 par des habitants du bourg voisin de Vermillion. Elle est appelée Sigurd par ses nombreux habitants originaires du Danemark.